# Phyllanthus polyanthus
Phyllanthus polyanthus är en emblikaväxtart som beskrevs av Ferdinand Albin Pax. Phyllanthus polyanthus ingår i släktet Phyllanthus och familjen emblikaväxter. Inga underarter finns listade i Catalogue of Life.